# Sigus
Sigus (în arabă سيقوس) este o comună din provincia Oum El Bouaghi, Algeria.
Populația comunei este de 17.598 de locuitori (2008).